# Can Togay

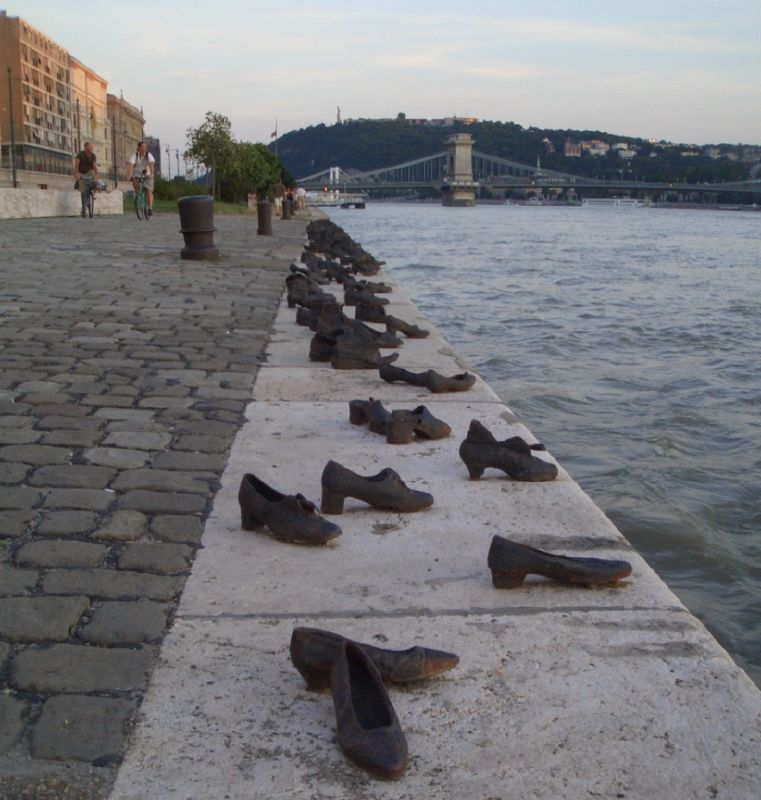
Schuhe am Donauufer – Holocaust-Mahnmal (Gyula Pauer und Can Togay, 2005)

Can Togay auch János Can Togay (* 27. August 1955 in Budapest) ist ein ungarischer Dichter, Drehbuchautor, Filmregisseur, Schauspieler und Kulturmanager türkischer Abstammung.

## Leben
Togays Eltern waren aus politischen Gründen aus der Türkei emigriert. Von seinem achten bis fünfzehnten Lebensjahr lebte er mit seinen Eltern in Leipzig und kehrte dann nach Budapest zurück. Er wurde dort Mitglied der Theatergruppe von Péter Halász, der in den späten 1970er Jahren das Squat Theatre in New York mitbegründete. Er studierte Germanistik und Anglistik an der Loránd-Eötvös-Universität in Budapest. Danach studierte er an der Theater- und Filmhochschule in Budapest (u. a. bei Zoltán Fábri).
Sein Spielfilm Der Sommergast wurde 1992 nach Cannes eingeladen. Mit seinem zweiten Spielfilm Kinoträume gewann er den Sonderpreis des Filmfestivals in Sotschi.
Gemeinsam mit Gyula Pauer realisierte er 2005 zum Gedenken an die Erschießungen von 1944/45 das Budapester Holocaust-Denkmal Schuhe am Donauufer.
Togay lebt mit seiner Frau und seinen drei Kindern in Berlin und ist dort seit 2008 Direktor des Collegium Hungaricum Berlin und Botschaftsrat für Kultur an der ungarischen Botschaft. Seit 2014 ist Togay Professor für Stoffentwicklung an der Filmuniversität Babelsberg.
Can Togay ist seit Januar 2020 künstlerischer und kreativer Direktor der Kulturhauptstadt Europas Veszprém-Balaton 2023.

## Filmografie

### Buch und Regie
- 1981: Grand Hotel zum Abgrund (Grand Hotel a Szakadékhoz) – Dokumentarfilm
- 1982: Tango – Zeit der Veränderungen (Tangó – A változások kora)
- 1983: Mensch aus dem Himmel (Ember az égből)
- 1984: Der Tag des Teufels (Az ördög napja)
- 1985: Volga – Dokumentarfilm, mit Gábor Ferenczi
- 1991: Der Sommergast (A nyaraló)
- 1999: Kinoträume (Egy tél az Isten háta mögött)
- 2004: Das beobachtete Theater (A megfigyelt színház) – Dokumentarfilm
- 2006: Eine Kindheit in Europa (Egy gyermekkor Európában)
- 2006: Mutabor – Dokumentarfilm

### Als Schauspieler
- 1973: Petőfi ’73
- 1974: Mozart und Salieri
- 1985: Oberst Redl
- 1986: Erőltetett menet
- 1988: Esther’s Buch
- 1990: Malina
- 1991: Zsötem
- 1992: Blue Exile
- 1994: Geschichte im Herbst
- 1995: Franziskas Sonntage (Franciska vasárnapjai)
- 1995: Je t’aime
- 2000: Im Schatten der Brücke
- 2002: Sniper 2
- 2006: Happy New Year
- 2007: Steh auf!

### Drehbuch
- 1993: Die Insel (A sziget)
- 1996: Sonnenfinsternis 2000 (Napfogyatkozás 2000)
- 1998: Glamour
- 2002: Im Schatten der Brücke (A Hídember)
- 2003: Down by Love (Szerelemtől sújtva)
- 2003: Der hygienische Mensch (A Higiénikus Ember)
- 2004: Geschichten aus dem versunkenen Reich (Történetek az Elvesztett Birodalomból)
- 2007: Wie macht man Freunde? (A barátkozás lehetőségei)

## Initiierte und (co)kuratierte Kultur- und Medienprojekte, Auswahl

### Filmbezogene Projekte
- Seit 2008:     Cinema Total. Jährlich stattfindende Filmfachtage für Filmschaffende der (nicht nur) ostmitteleuropäischen Region während der Berlinale
- 2011/2012:     Hands on Fassbinder. 8-teilige Konferenzreihe für Filmemacher und Filminteressierte zur Verwertung des Fassbinderschen Schaffens für den zeitgenössischen europäischen Film
- 2013:          Cineromani. Filmfestival und mehrtägige Workshops für Roma-Filmemacher

### Intermediale Forschungs- und Ausstellungsprojekte
- Seit 2009:     Deutsche Einheit am Balaton. Eine kinomatographische Installation anhand privater Filmaufnahmen aus den 60er, 70er und 80er Jahren. Bisherige Stationen der Wanderausstellung: Berlin, Dortmund, Cottbus, Mainz, Balatonfüred (Ungarn)

### Kunstprojekte, Ausstellungen, Installationen
- 2008:          Pseudo in Berlin. Eine Werkschau von Gyula Pauer, verbunden mit einer Open-Air-Installation in Chemnitz
- 2008:          9-11-38. Klangkunstwettbewerb zum 70. Jahrestag der Reichspogromnacht 1938
- 2010/2011:     timescape - die Baustelle als Kunstobjekt. Intermediales Projektions- und Klangkunstprojekt
- 2011:          Manifest Kassák! Eine Doppelausstellung mit der Berlinischen Galerie
- 2014:          Die große Illusion. Mitteleuropa im Ersten Weltkrieg oder: Die Brille des Irrealen. Installation - Literatur - Kinematografie - Fotografie zum 100. Jahrestag des Ausbruchs des Ersten Weltkrieges

### Wissenschaftliche Veranstaltungen, Konferenzen
- 2008:         Berlin - Budapest. Psychoanalyse hinter dem Eisernen Vorhang. Zweijährlich veranstaltete Konferenzreihe zur Geschichte und Praxis der Psychoanalyse auf der Achse Berlin-Budapest
- 2010:         Der psychoanalytische Aufbruch. Zweiter Teil der Konferenzreihe zur Geschichte und Praxis der Psychoanalyse auf der Achse Berlin-Budapest
- 2012:         Die Emigration der Psychoanalyse. Dritter Teil der Konferenzreihe zur Geschichte und Praxis der Psychoanalyse auf der Achse Berlin-Budapest

### Gesellschaftspolitische Projekte
- 2010:         ChancenOst. Chancen- und Krisenraum Ostmitteleuropa. Politisches Planspiel für Studenten aus der ostmitteleuropäischen Region
- 2014:         Frieden neu verhandeln. Versailles, Saint-Germain und Trianon im Planspiel. Interdisziplinäres Planspiel-Großprojekt für europäische Jugendliche zum 100. Jahrestages des Ausbruchs des Ersten Weltkrieges